# Lê Anh Tuấn (đại biểu quốc hội)
Lê Anh Tuấn (sinh ngày 23 tháng 2 năm 1976) là một chính trị gia người Việt Nam. Ông hiện là Thứ trưởng Bộ Ngoại giao, Đại biểu Quốc hội Việt Nam khóa XV, Phó Chủ tịch Nhóm Nghị sĩ hữu Nghị Việt Nam - Ucraina.

## Xuất thân
Lê Anh Tuấn sinh ngày 23 tháng 2 năm 1976 quê quán ở xã Sơn Tây, huyện Hương Sơn, tỉnh Hà Tĩnh. 
Ông hiện cư trú ở Số 7, ngách 61/39, phố Phạm Tuấn Tài, phường Cổ Nhuế 1, quận Bắc Từ Liêm, thành phố Hà Nội.

## Giáo dục
- Giáo dục phổ thông: 12/12
- Đại học Luật
- Tiến sĩ Luật
- Cao cấp lí luận chính trị

## Sự nghiệp
Ông gia nhập Đảng Cộng sản Việt Nam vào ngày 6/10/2006.
Khi lần đầu ứng cử đại biểu Quốc hội Việt Nam khóa XIV vào tháng 5 năm 2016 ông đang giữ chức vụ Hàm Vụ trưởng Vụ Tổng hợp, Văn phòng Quốc hội, làm việc ở Văn phòng Quốc hội.
Ông đã trúng cử đại biểu quốc hội năm 2016 ở đơn vị bầu cử số 2, tỉnh Hà Tĩnh (gồm các huyện: Thạch Hà, Can Lộc, Nghi Xuân và Lộc Hà) được 245.113 phiếu, đạt tỷ lệ 82,11% số phiếu hợp lệ.
Từ 2016-2021, Ủy viên Thường trực Ủy ban Đối ngoại của Quốc hội, Phó Chủ tịch Nhóm Nghị sĩ hữu Nghị Việt Nam - Ucraina.
Ông đang làm việc ở Uỷ ban Đối ngoại của Quốc hội.
Ngày 23.7.2021, Uỷ  ban Thường vụ Quốc hội đã phê chuẩn danh sách Phó Chủ tịch Hội đồng Dân tộc, Phó Chủ nhiệm , Ủy viên Thường trực, Ủy viên chuyên trách của Hội đồng Dân tộc và các Ủy ban của Quốc hội khóa XV. Ông Lê Anh Tuấn được phê chuẩn Phó Chủ nhiệm Ủy ban Đối ngoại của Quốc hội. 